# NGC 579
NGC 579 est une galaxie spirale située dans la constellation du Triangle. NGC 579 a été découverte par l'astronome britannique John Herschel en 1827.

## Caractéristiques
Sa vitesse par rapport au fond diffus cosmologique est de 4 717 ± 20 km/s, ce qui correspond à une distance de Hubble de 69,6 ± 4,9 Mpc (∼227 millions d'al).
La classe de luminosité de NGC 579 est III-IV et elle présente une large raie HI.
En raison d'une brillance de surface égale à 14,03 mag/am2, on peut qualifier NGC 579 de galaxie à faible brillance de surface (LSB en anglais pour low surface brightness). Les galaxies LSB sont des galaxies diffuses (D) avec une brillance de surface inférieure de moins d'une magnitude à celle du ciel nocturne ambiant.

## Supernova
La supernova SN 2007pk a été découverte dans NGC 579 le 10 novembre 2007 par X. Parisky et W. Li, dans le cadre du programme conjoint LOSS/KAIT (Lick Observatory Supernova Search de l'observatoire Lick et The Katzman Automatic Imaging Telescope de l'université de Californie à Berkeley. Cette supernova était de type IIn-pec.

## Groupe de NGC 507
NGC 579 fait partie du groupe de NGC 507. Ce vaste groupe comprend au moins 42 galaxies dont 21 figurent au catalogue NGC et 5 au catalogue IC. Quatre membres de ce groupe sont aussi des galaxies de Markarian. La plus brillante de ces galaxies est NGC 507 et la plus grosse NGC 536.